# Ferreret
El ferreret és una espècie (Alytes muletensis) d'amfibi anur de la família Discoglossidae, endèmica de la serra de Tramuntana i de la Serra de Llevant, a Mallorca. En estat fòssil, el ferreret s'ha trobat a la resta de l'illa i també a Menorca.
Fou descrit abans per paleontòlegs que per zoòlegs. Recentment (Martínez-Solano et al., 2004) va demostrar que la separació genètica entre A. muletensis i A. dickhilleni, el seu parent més proper, és d'entre 3,9 i 2,7 milions d'anys, la qual cosa vol dir que no va arribar a les Balears durant la crisi de salinitat del Messinià, com es pensava, sinó en algun episodi de colonització posterior per via marítima. Segurament amb l'arribada dels romans i els seus animals acompanyants (la mustela, la serp d'aigua i la granota verda) va perdre els seus hàbitats a la resta de Mallorca i a Menorca.
Els primers exemplars vius van ser descrits a Mallorca l'any 1980, a uns quants torrents de muntanya. Té costums fissurícoles i escaladores, a diferència dels seus parents continentals, que tenen costums lapidícoles i excavadors. Com tots els tòtils, presenta la conducta de cura parental dels ous. Però en el cas del ferreret, les postes són més petites i els ous són més grossos que en el cas dels tòtils continentals. La seva etologia és, doncs, característica de les espècies evolucionades en condicions d'insularitat. Viuen en zones amb un clima temperat i amb aigua dolça.

## El nom del ferreret
Es probable que l'ús del nom del ferreret fou posterior al segle xiii, a partir de la conquesta de Mallorca per la Corona d'Aragó. En qualsevol cas, el nom de ferreret fa referència a un petit ferrer, atès que el so que emet durant el cant reproductor, tant el mascle com la femella, recorda a un ferrer fent feina amb el ferro calent sobre una enclusa. Ara bé, el nom de ferreret no sols era emprat per a desingar l'espècie d'amfibi, sinó també per a designar localitzacions i accidents geogràfics de Mallorca amb presència de l'espècie. Així, avui en dia encara es conserven els topònims com el torrent dels Ferrerets (Escorca), lloc on actualment hi trobam una petita població, la coma des Ferrericos (Fornalutx), lloc on existeixen unes petites poblacions de ferrerets, creades a partir dels plans de recuperació de l'espècie. Fins i tot existeixen gorgs denominats "gorgs dels ferrerets", que actualment no tenen cap població d'aquesta espècie. Aquest darrer és el cas del torrent d'Almadrà on, degut a la construcció de la presa per a crear l'embassament de Cúber es va extinguir una població de ferrerets existent. També existeixen topònims actuals amb referències al ferreret en llocs ben allunyats de la distribució actual de l'espècie con Son Ferreret (Palma) o Son Ferreret Vell (Marratxí), tot i que aquests darrers podrien fer referència a la professió de ferrer més que a la del ferreret.

## Distribució històrica
Ocupava gran part de l'illa de Mallorca, tal com es pot inferir de la seva presència a jaciments paleontològics d'aquesta l'illa. L'arribada de l'home a l'illa va comportar la introducció d'un cert nombre d'espècies acompanyants, noves a l'illa, d'entre les quals destaquem la serp d'aigua (Natrix maura), que probablement va causar l'extinció d'una gran part de les poblacions de ferrerets existents, llevat d'aquelles zones de més difícil accés
situades, encara avui, a la serra de Tramuntana. A l'illa de Menorca fou descrit Alytes talaioticus, però posteriorment ha estat considerat un sinònim d'Alytes muletensis. A Menorca va tenir lloc el mateix procés de rarefacció que a Mallorca, amb la diferència que no hi ha cap serra prominent amb barrancs càrstics, quasi verticals, per impedir que Natrix maura hi pogués arribar. Finalment, idò, els ferrerets es van extingir del tot en aquesta altra illa.